# Кшемыш
Кшемыш (Кишемиш, Кшемыш-Сай, Кшемышсай, кирг. Кишемиш) — река в Южном Кыргызстане, правый приток реки Каравшин. Сливаясь с Каравшином на окраине Воруха, эксклава Таджикистана, на таджикско-киргизской границе составляет реку Исфара.
Питание снеговое и ледниковое. Берёт исток в Баткенской области Кыргызстана, от зоны вечных снегов и ледников на северном склоне Туркестанского хребта, в одноимённом леднике, у горы Кшемыш-Башы (Кишемиш-Башы, 5290 м), юго-западнее высшей точки хребта — пика Скалистого (5621 м). Ледник Кшемыш длиною до 7 км, развитого цирка не имеет. Поверхность ледника засыпана. Ледник Туркестанского типа.
Течёт на север между горами Кекбель (на западе) и горами Карабель (на востоке), принимает приток Нурлау, затем течёт на северо-восток, юго-восточнее Воруха поворачивает на северо-запад, течёт вдоль хребта Ахун-Тоо, пересекает таджикско-киргизскую границу, течёт через Ворух и впадает в Каравшин на западной окраине Воруха.
Топоформант кыш в разных вариантах (кыш, куш, киш) кроме верховьев Зеравшанской долины (Кштут, Кшировут, Кишроват, Кушровут, Харкишровут, Кишробут) отмечен в Баткенской области, граничащей с северными районами Таджикистана: Кыштут, Бала-Кыш, Маркуш, Чакуш, Куш, Кишемиш. Указанные топонимы зафиксированы лишь в замкнутом ареале, только на территориях Кадамжайского, Баткенского и Лейлекского районов.